# كزافييه فيليب
كزافييه فيليب (بالفرنسية: Xavier Philippe)‏ هو مجدف فرنسي، ولد في 22 نوفمبر 1980 في أميان في فرنسا.

## وصلات خارجية
- كزافييه فيليب على موقع الاتحاد الدولي للتجديف (الإنجليزية)
- كزافييه فيليب على موقع اللجنة الأولمبية الدولية (الإنجليزية)
- كزافييه فيليب على موقع أوليمبيديا (الإنجليزية)